# Childhoodhallen

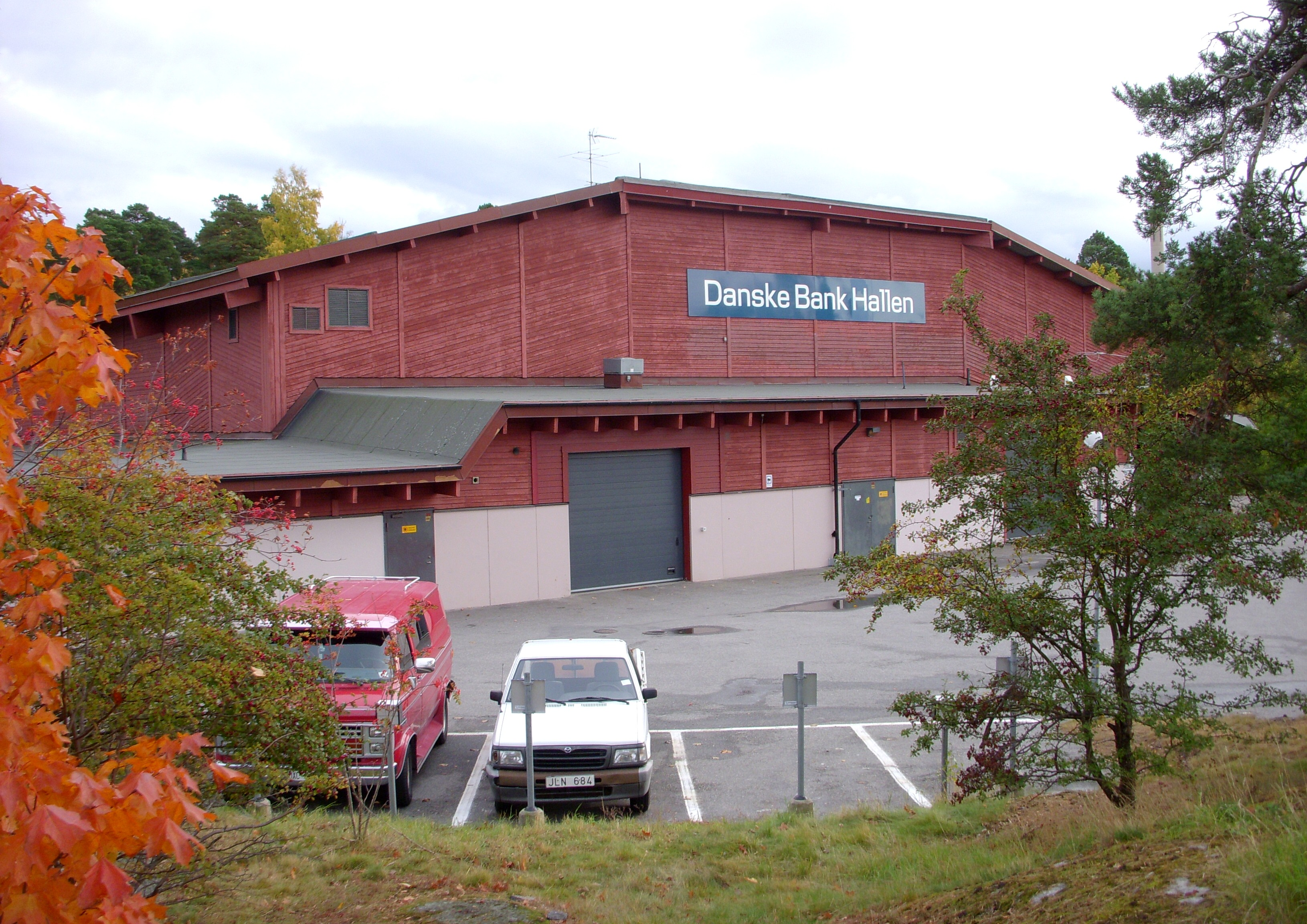
Danske Bank Hallen i oktober 2009

Childhood Hallen, tidigare Dalén-hallen och Danskebank-hallen, är en ishall i Högsätra på Lidingö och hemmaarena för Lidingö Vikings Hockey Club, IFK Lidingö Konståkningsklubb och Lidingös Allmänna Konståkningsklubb. Arenan blev känd för en bred publik genom tv-serien HCZ. Inför säsongen 2007/2008 bytte hallen namn till Danske Bank Hallen då Danske Bank blev sponsor för klubben. Till våren 2014 fick hallen sitt nuvarande namn. Arenan hette först Dalénhallen. Namnet härrör från Gustaf Dalén som hade sin verksamhet med AGA-fabriken i närheten.
Danske fonder hallen ligger intill Danske Bank hallen. Högsätra ishall AB, som ägs av Lidingö Vikings Hockey Club har finansierat hallen. Lidingö stad sköter i sin tur hela driften. Bolaget hyr sedan ut hallen till både Lidingö stad och föreningslivet.